# ارزیاب (جبر)
در جبر (به خصوص در هندسه جبری یا نظریه جبری اعداد)، ارزیاب یا ارزیابی (Valuation)، تابعی است که بر روی یک میدان تعریف شده و معیاری جهت اندازه‌گیری بزرگی یا چندگانگی عناصر میدان ارائه می‌نماید. ارزیاب، این مفاهیم را به جبر جابه‌جایی تعمیم می‌دهد: بزرگی مستتر در درجهٔ قطب یا چندگانگی صفرها در آنالیز مختلط، درجه تقسیم‌پذیری یک عدد بر عوامل اول دلخواه در نظریه اعداد و مفهوم هندسی برخورد بین دو واریته جبری یا تحلیلی در هندسه جبری. میدانی که مجهز به ارزیاب باشد را میدان ارزیابی‌شده (Valued Field) می‌نامند.